# Нана
На́на (грец. Nana) — німфа, мати Аттіса, дочка річкового бога Сангарія.
Нана завагітніла, зірвавши та поклавши собі на груди листок з мигдалевого дерева (мотив народження божества непорочною дівою), яке виросло з крапель крові Агдістіса на місці, де він сам себе оскопив. Після народження сина, німфа його кинула, і Аттіса вигодувала коза.